# 新垣正弘
新垣 正弘（あらかき まさひろ、1956年-　）は、日本の俳優、劇作家、演出家。
東京の舞台芸術学院を卒業後、早稲田小劇場ほか多数の舞台を踏む。沖縄へ帰郷後、劇団「潮」で沖縄芝居を学ぶ。1989年に「笑築過激団」に参加、“ふーちばー親方”として知られた。1994年に独立後「大道塾」を主宰。若手との交流なども活発に行い、沖縄の伝統的なウチナー芝居や琉球歌劇、さらには現代劇にいたるまで、幅広く活躍している。
第35回（2000年度）沖縄タイムス芸術選賞奨励賞受賞（演劇・演技）。沖縄現代演劇協会個人会員。

## 出演

### テレビアニメ
- 『ポプテピピック』9話（Bパート、沖縄方言翻訳。2018年）

### 映画
- 『パイナップルツアーズ』（1992年）
- 『MABUI』（1998年）
- 『琉球バトルロワイアル』（2013年）
- 『きたなかスケッチ』（2018年）

ほか

### テレビ・ラジオ
- 『お笑いポーポー』（琉球放送）
- 『郷土劇場』（沖縄テレビ放送）
- 『RBCかりゆし劇場』（琉球放送）
- 『かえってきた!お笑いポーポーin那覇』（琉球放送）
- 『青春爆走ドラマ「キムタカ!」』（琉球放送）
- 『琉神マブヤー』（琉球放送）
- 『本日も晴れ。異状なし』（TBSテレビ）
- 『やっちーとジョニーのうりひゃーちゃーすが』（ラジオ沖縄）
- 『秘密のケンミンSHOW』（日本テレビ）
- 『はいたい七葉』（琉球朝日放送） - おじい 役[1]
- 『報道ドラマ 生きろ 〜戦場に残した伝言〜』（TBSテレビ）

ほか

### 舞台
- 『珍説護佐丸と阿麻和利』（作・演出とも。1997年、2004年）
- 『悲恋迷い道』（脚色・演出とも。原作：菊池寛『茅の屋根』。1999年）
- 劇団群星『まぬけ泥棒』（演出とも。2001年）
- Mr.LONELY BOYS『ちゃーすが正月!?』（構成・演出とも。2003年）
- Mr.LONELY BOYS『oh yeah! クリスマス』（構成・演出とも。2004年）
- Mr.LONELY BOYS+1『Where is the ORONINE?』（構成・演出とも。2005年）
- Mr.LONELY BOYS+1『Mr.LONELY IN THE STREETS　ちょいワルおやじが父の日に大暴れ！』（構成・演出とも。2006年）

ほか。また客演も多数